# Dutch Gold
Dutch Gold is een goedkoop importbier dat alleen in Ierland wordt verkocht. Het kwam aldaar voor het eerst op de markt in 1995.

## Beschrijving
Het bier wordt gebrouwen en ingeblikt in de Europese Unie, onder licentie van en gedistribueerd door de "Zuid-Hollandse Bierbrouwerij", een handelsnaam van Anheuser-Busch InBev, de internationale brouwerijgroep die het merk 'Dutch Gold' in eigendom heeft. Het bier wordt in Ierland gedistribueerd door "Comans Wholesale", een importeur en distributeur van bieren, wijnen en sterkedrank; de thuisbasis van "Comans Wholesale" is Tallaght. Het bier heeft een alcoholpercentage van 4,2% en wordt door de distributeur beschreven als een "clean, fresh, crisp, typical Dutch beer flavour". Dutch Gold heeft in Ierland een marktaandeel van tussen de 11%-14%, wat Dutch Gold aldaar het op twee na grootste biermerk maakt, na Budweiser en Heineken.
In 2006 lanceerde de politie in Ierland, de Garda Síochána, een campagne tegen het asociale gedrag in Lucan, een plaats in Ierland, onder de naam "Operation Dutch Gold". De distributeur van het genoemde product, Comans Wholesale in Tallaght, klaagde toen dat deze naam niet eerlijk was naar hen toe.